# Codo
Codo – gmina w Hiszpanii, w prowincji Saragossa, w Aragonii, o powierzchni 11,36 km². W 2011 roku gmina liczyła 205 mieszkańców.